# 김경환 (1980년)
김경환(1980년 ~ )은 한국의 양심적 병역 거부를 이유로 최초로 국외 난민 신청을 하여 받아들여진 인물이다. 2009년 그는 성 소수자인 것과 반전 평화주의 신념으로 인한 양심적 병역 거부를 이유로 캐나다에 망명 신청을 했고, 2009년 7월 6일 캐나다 정부는 그가 대한민국으로 돌아갔을 때, 심한 학대와 박해, 사회적 매장을 당할 것을 고려하여 그를 난민으로 승인하였다. 병역 거부를 이유로 신청한 최초의 난민 인정자이다.
그는 보편적인 가치인 전쟁 반대 신념을 지키기 위해서 라는 이유를 남기고 대한민국을 떠났다. 한편 그가 2009년 캐나다 정부에 난민 신청을 한 이후, 2명의 성소수자가 독일과 호주에 병역 거부로 인한 정치적 망명을 신청하였다. 그리고 이후에는 이예다가 비성소수자임에도 병역거부 난민을 인정받았다.

## 생애
초등학생 때 자신이 동성애 성향이 있다는 것을 알았다는 그는 “모든 남자가 군에서 전쟁 훈련을 받는 것을 어릴 때부터 이해할 수 없었다”며 “대학시절 이라크전쟁을 보며 병역거부 신념이 굳어졌다 한다. '군부대 근처에 살며 겪은 고통' 역시 그가 병역을 거부하게 된 하나의 원인이 됐다. 그는 자신의 성적 정체성이 성 소수자인 것을 초등학교 때 자각했고, 그 밖에도 죄없는 생명을 함부로 살육해야 할 이유를 느끼지 못했다. 이는 동아일보와의 인터뷰를 통해 밝혔다.
서울의 한 사립대를 다니다 군 입대를 앞둔 2006년 6월 캐나다로 건너가 난민 지위 인정 신청을 했다. 양심적 병역거부가 인정되지 않고 동성애 차별과 군대 내 학대 문제가 만연해 있는 상황이라 망명을 결심했다. 그는 자신의 평화주의 신념과 동성애를 이유로 병역을 거부하였고, 곧 망명을 선택했다. 그해 7월 한국의 병역의 의무를 거부하고 캐나다로 망명하였다. 그는 인천국제공항에서 비행기편으로 캐나다 토론토 피어슨 국제공항에 도착, 캐나다 정부에 망명 신청을 하고 토론토에서 생활하였다. 그는 캐나다 영주권을 얻어 대학에 다녔다.
2009년 7월 6일 캐나다 이민난민심사위원회가 난민으로 인정하였다. 캐나다 난민심사위원회는 한국군에서 동성애가 혐오의 대상으로 간주되고 있으며, 동성애자가 성적 지향 탓에 전역한다면 공적생활에 진입할 기회를 갖지 못할 수도 있다며 난민 신청을 받아들였다. IRB는“신청인이 제출한 정보는 군대에서 괴롭힘은 심각한 문제이고, 동성애자들에 대한 상황은 특히 가혹하다는 것을 명백히 보여준다”며, 이어 “신청인이 고국으로 돌아가면 징집돼 군복무를 해야 하기 때문에 학대를 당할 가능성이 심각하다”며 난민으로 인정했다. 난민 인정 판결문에서, IRB는 전문적인 조사결과를 토대로 "한국 군인들이 동성애자란 이유로 자주 이례적인 처벌을 받는 등 차별을 받고 있다"면서 "한국 군인 중 30~40%는 육체적인 처벌의 희생자들이고 한국군의 사망 사례 중 60% 정도는 자살"이라고 강조했다.
대한민국 국방부는 반론을 제기, 2011년 12월 15일 “군대에서 동성애자라고 차별하는 것은 없으며 동성 사이의 성행위가 처벌될 뿐”이라고 밝혔다. 그러나 IRB는 2011년 12월 15일 반론에서 “한국 군대에서 동성애는 정신적인 질병으로 간주되며 공식적 혐오 대상”이라며 “김 씨가 한국으로 돌아가면 군 복무를 해야 하기 때문에 학대를 당할 가능성이 높다”고 밝혔다. IRB는 동성애자인 한국인 군인이 사령관으로부터 괴롭힘을 당하다 자살 충동에 시달렸다는 사례도 함께 언급했다. 선임병과 상관들에 의한 구타와 학대를 캐나다 난민심사위원회는 사령관에 의한 범죄로 보았다.
일부 언론 매체에선 그의 떠남이 '병역기피'라며 폄하하고 있지만, 그는 동성애자로서 '양심적 병역거부'를 한 것이다.

## 사상과 신념

### 병역 거부 이유
그는 "나는 전쟁에 반대하고, 동성애자라서 군대에 가지 않겠다"라고 망명 이유를 밝혔다.
성적 소수자라는 지향점 외에도 그는 “평화주의자로서, 동성애자로서 한국 사회에서 군대에 간다는 것을 상상할 수 없었다”고 밝혔다. 그에 의하면 '평화주의자이기 때문에 이른바 양심적 병역거부를 한다'는 것이다.
| “ | 내 권리도 보호해주지 못하고 내가 생각하는 거랑 같지도 않은데 따를 수가 없는 것인데. (군은 성 소수자를) 보호해주지 못할 뿐만 아니라 박해하지요. | ” |

그는 대한민국의 군대가 병사들의 권리를 존중해주지도 못하는 집단이라고 비판하였다. 그에 의하면 한국의 군대는 성 소수자의 인격을 지켜주지도 못하지만, 성소수자들을 지켜주려 하지도 않는다는 것이 그의 지적이었다.

## 영향력
그가 캐나다로 정치적 망명, 난민 신청을 한 것이 받아들여지면서 대한민국 국군 내 구타 및 가혹행위 문제가 다시 여론에 조명을 받게 되었다. 센터 소장 임태훈 인권운동가는 동아일보와의 인터뷰에서 “정부가 양심적 병역거부를 인정하는 한편 대체복무제를 하루 속히 도입해야 한다”고 주장했다. 임태훈 군인권센터 소장은 “정부가 서둘러 양심적 병역 거부를 인정해 대체복무제를 도입하고, 동성애를 차별하는 군형법을 개정해야 한다.”고 밝혔다.
그에 의하면 “이번 김경환 망명 건은 국가 신인도에 관한 문제다. 정부가 이를 민감하게 받아들여야 한다”고 주장했다. 이와 관련해 외교통상부 관계자는 “외교 문제로 비화될 가능성은 없을 것으로 본다”면서 “반정부활동을 하다 망명한 것이 아니고 개인의 신념 때문에 망명을 했기 때문에 문제가 될 가능성은 없다”고 말했다. 임태훈 역시 2004년 동성애 차별을 이유로 병역을 거부해 국제앰네스티에 의해 양심수로 선정된 적이 있었다.
이후 대한민국이 아닌 외국에 있는 한국인 남성동성애자들은 이종걸 한국남성동성애자인권운동단체 친구사이 사무국장 등에게 도움을 요청, 군형법 92조에 대한 영문 자료를 보내달라는 요청을 몇 차례 받았다. 당시 대한민국 군형법 92조는 합의된 동성 간 성관계도 처벌하도록 규정하고 있다. 그가 속한 친구사이는 군형법 92조에 대한 위헌소송을 냈지만, 헌법재판소는 지난 3월 합헌 결정을 내렸다.
캐나다 난민심사위원회는 한국에서 동성애가 여전히 '정신적인 질병'으로 간주되고 있다며 "성적 지향 때문에 전역하게 된다면 제대로 된 직장을 얻거나 공부를 지속하는 등의 생활을 계속 영위할 기회를 얻을 수 없을 것"이라고 우려를 표시했다.
한편 동성애자 인권연대 사무국장 장병권 등은 언론 인터뷰에서 “법에 의해 동성애자가 처벌받는 나라다. 국제사회와 심지어 국내 인권위에서도 동성애자 처벌 조항을 폐지하라고 권고했지만 받아들여지지 않고 있다”며 “동성애를 인정받지 못해 우리 국민이 외국에서 난민 지위를 얻었다는 사실을 이 나라는 창피하게 생각해야 한다”고 밝혔다.

## 논란
그의 망명을 계기로 한국 군대의 인권침해 문제가 세계적으로 알려지게 되었다. 캐나다 정부가 김씨의 난민 심사 과정에서 한국 군의 인권 침해 실태를 직접 거론하고 나서 국제적 논란의 도마에 오르기도 했다. IRB는 결정문에서 국내의 한 보고서를 인용해 “한국의 징집병들은 자주 잔인하고 이례적인 조치나 처벌의 희생자가 된다.”했고, 군대 내 가혹 행위를 직간접적으로 거론했다.
그의 정치적 망명이 승인된 것이 한국 언론에 알려지면서 시민단체 및 네티즌간 논쟁이 벌어졌다. 12월 16일 서울시의회 교육위원회가 심의한 ‘서울특별시 학생인권조례 주민발의안’의 “성적 지향, 성별 정체성 등을 이유로 차별받지 않을 권리를 가진다”(조례안 6조)는 조항을 놓고 보수-진보 단체 간의 논란이 발생했다.
서울시의회 자유게시판 등에는 “동성애는 치료받아야 할 비정상적인 생활” “청소년이 동성애자가 되면 에이즈 환자가 될 가능성이 크다”는 등의 근거 없는 비난글이 수십개씩 올라오고 있다. 한편에서는 “성적 소수자들이 차별받지 않는 세상을 만들자는 것일 뿐” “누구도 차별받지 않아야 한다”는 목소리도 나오고 있다.

## 기타
난민으로 인정받은 김 씨는 2011년 당시 캐나다 국적을 취득해도 한국 국적이 상실되지 않아 한국에 들어오면 병역법상 국외여행 허가의무 위반으로 처벌을 받을 수 있었다. 그는 결국 대한민국 국적을 포기하였다.
그가 국적을 포기하고 캐나다로 망명 신청을 한 이유는 바로 군 내부의, 아니 더 나아가 한국 사회에서 '동성애자'를 바라보는 혐오적인 시선에서 벗어나, 자유롭고 행복하게 살고 싶어서라는 걸 잘 알기 때문이라는 시각도 있다.

## 같이 보기
- 이예다
- 양심적 병역 거부
- 박석진
- 윤석양
- 강의석
- 육우당
- 군형법상 추행죄